# Magadan

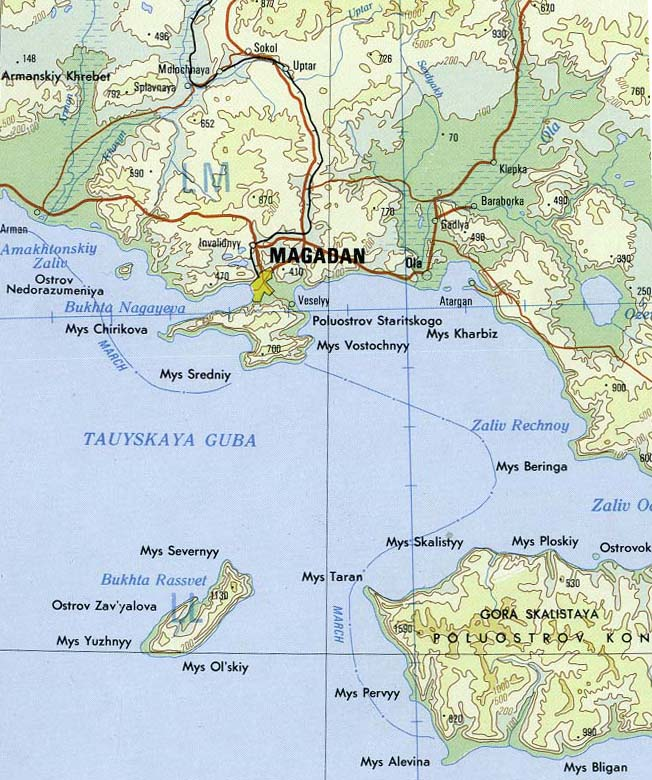
Magadan

Magadan (russo:  Магадан; IPA: [məɡɐˈdan]) é uma cidade e o centro administrativo do oblast de Magadan, na Federação Russa, fundada em 1933. Tem uma população aproximada de 95.925 (Censo russo de 2010); 152.000 (Censo de 1989). As atividades mais importantes são construção naval e pesca. A cidade tem um porto navegável de maio a dezembro e um aeroporto. Uma autoestrada leva à região das minas de ouro de Magadan, no alto Rio Kolyma. É conhecida como a "estrada dos ossos", devido aos prisioneiros que morreram durante a sua construção.

## Cidades-irmãs
- Anchorage, Estados Unidos (1991)
- Tonghua, China (1992)
- Jelgava, Letónia (2006)
- Zlatica, Bulgária (2012)
- Shuangyashan, China (2013)